# SOUK
För handelsplatsen souk, se souk.

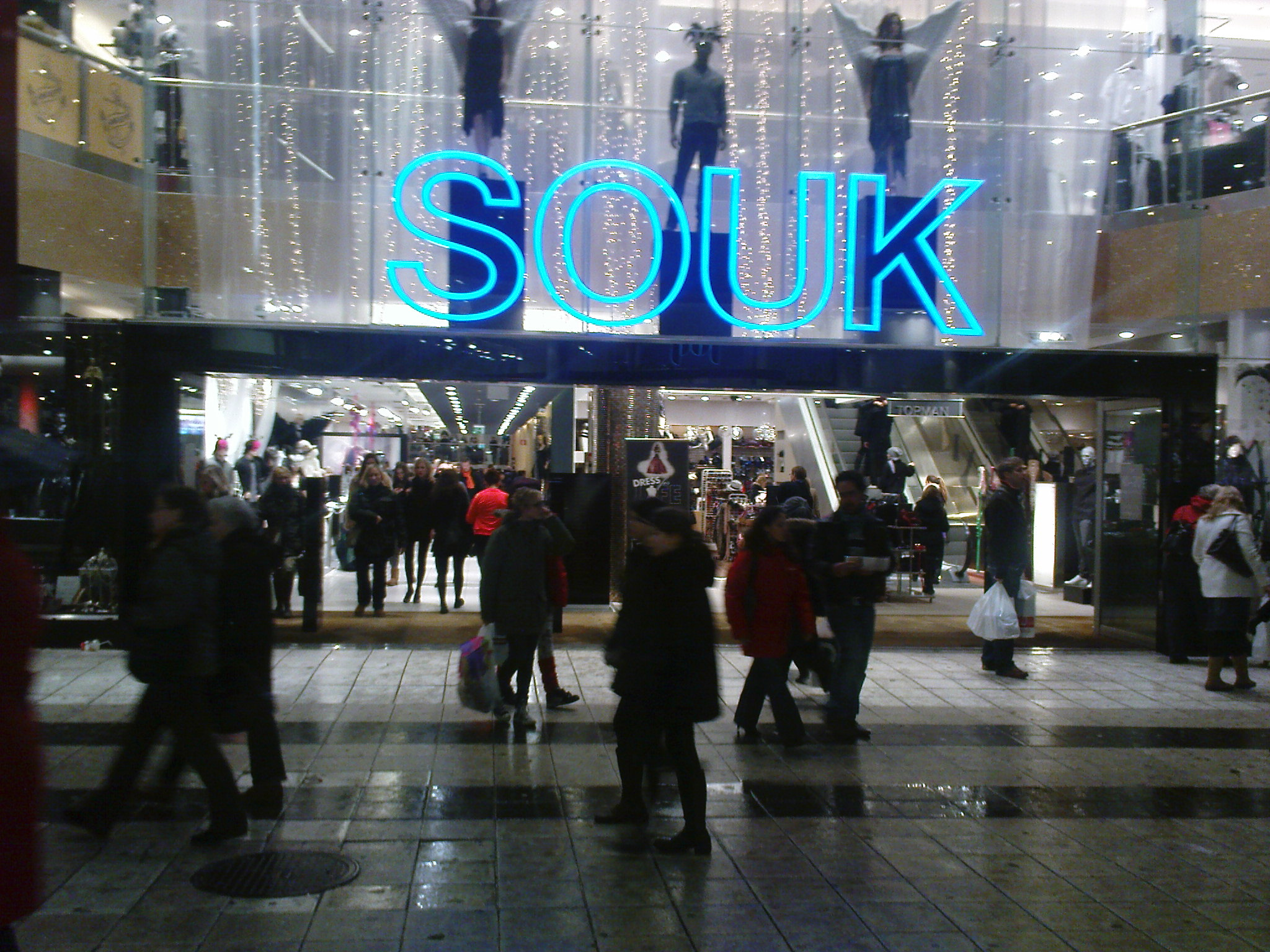
SOUK i december 2008.

SOUK var mellan åren 2007 och 2009 en galleria i Stockholms city, belägen på Drottninggatan 53. 
Gallerian invigdes mars 2007, i den fastighet som tidigare var varuhuset Debenhams och omfattade 2009 26 butiker. Den största delen av ytan upptogs av Topshop och Topman. I övrigt fanns bland annat Scorett, Monki och The Terrace. 
Gallerian drevs av DBH Stockholm AB som var en del av den isländska Baugur Group. Efter att Baugur Group försatts i konkurs på våren 2009, till följd av finanskrisen i slutet av 00-talet, sade den tyska fastighetsägaren CRI och fastighetsförvaltaren Jones Lang LaSalle upp hyresavtalet. Gallerian tömdes på butiker i september 2009. I dag huserar Clas Ohlson och Power i lokalerna.